# Élodie Normand
Pour les articles homonymes, voir Normand (homonymie).
Élodie Normand (née le 6 octobre 1988 à Dunkerque) est une athlète française, spécialiste des courses de demi-fond.

## Biographie

### Palmarès
- Championnats de France d'athlétisme :
  - vainqueur du 1 500 m en 2015, 2016, 2017, 2018 et 2019
- Championnats de France d'athlétisme en salle :
  - vainqueur du 1 500 m en 2016, 2017 et 2018, 2e en 2015 et en 2019
- Championnats de France de cross-country :
  - vainqueur du cross court en 2017
  - 3e du cross court en 2015 et 2018

### Records
| Épreuve      | Performance   | Lieu     | Date        |
| ------------ | ------------- | -------- | ----------- |
| 1 500 mètres | 4 min 10 s 15 | Oordegem | 4 juin 2016 |